# Badminton-Europameisterschaft 1988
Die 11. Badminton-Europameisterschaft fand in Kristiansand, Norwegen, vom 10. bis zum 16. April 1988 statt. Die Meisterschaft wurde von der European Badminton Union und dem Norges Badminton Forbund ausgerichtet.

## Medaillengewinner
| Disziplin    | Gold | Silber | Bronze |
| ------------ | --- | --- | --- |
| Herreneinzel | Darren Hall | Morten Frost | Andrei Antropow |
| Herreneinzel | Darren Hall | Morten Frost | Michael Kjeldsen |
| Dameneinzel  | Kirsten Larsen | Christina Bostofte | Eline Coene |
| Dameneinzel  | Kirsten Larsen | Christina Bostofte | Christine Magnusson |
| Herrendoppel | Jens Peter Nierhoff Michael Kjeldsen | Steen Fladberg Jan Paulsen | Chris Rees Lyndon Williams |
| Herrendoppel | Jens Peter Nierhoff Michael Kjeldsen | Steen Fladberg Jan Paulsen | Peter Axelsson Stefan Karlsson |
| Damendoppel  | Dorte Kjær Nettie Nielsen | Julie Munday Gillian Clark | Maria Bengtsson Christine Magnusson |
| Damendoppel  | Dorte Kjær Nettie Nielsen | Julie Munday Gillian Clark | Katrin Schmidt Kirsten Schmieder |
| Mixed        | Steen Fladberg Gillian Clark | Alex Meijer Erica van Dijck | Henrik Svarrer Dorte Kjær |
| Mixed        | Steen Fladberg Gillian Clark | Alex Meijer Erica van Dijck | Jan-Eric Antonsson Maria Bengtsson |
| Teams        | Dänemark Steen Fladberg Morten Frost Michael Kjeldsen Jens Peter Nierhoff Jan Paulsen Henrik Svarrer Christina Bostofte Dorte Kjær Kirsten Larsen Grete Mogensen Nettie Nielsen Gitte Paulsen | Schweden Jan-Eric Antonsson Peter Axelsson Pär-Gunnar Jönsson Jens Olsson Stefan Karlsson Catrine Bengtsson Maria Bengtsson Christine Magnusson | England Steve Baddeley Martin Dew Andy Goode Darren Hall Nick Yates Gillian Clark Fiona Elliott Gillian Gilks Julie Munday Sara Sankey Helen Troke |

## Herreneinzel

### Vorrunde 1. Runde
- Chris Rees –  Guðmundur Adolfsson 15–7 15–12
- Pascal Kaul –  Gábor Petrovits 15–6 15–17 15–12
- Øyvind Berntsen –  Ralf Rausch 15–0 15–7
- Csaba Kiss –  Zdeněk Musil 15–10 9–15 18–17
- Thomas Althaus –  Michael Watt 15–6 17–15
- Alexander Almer –  Peyo Boichinov 15–10 15–10
- Richard Kožušník –  Ángel Fernández 15–7 15–11
- Michael Keck –  Dinko Dukov 15–0 15–5

### Vorrunde 2. Runde
- Chris Rees –  Pedro V. Blach 15–0 15–5
- Erik Lia –  Tony Tuominen 15–7 6–15 15–1
- Pascal Kaul –  Liam McKenna 15–10 8–15 15–8
- Jeliazko Valkov –  Christophe Jeanjean 15–11 15–18 18–15
- Øyvind Berntsen –  Árni Þór Hallgrímsson 15–3 15–7
- Jyri Aalto –  Enrique Lago 15–2 15–10
- Grzegorz Olchowik –  Andrew Spencer 9–15 15–3 15–12
- Jan de Mulder –  Csaba Kiss 15–12 15–10
- Tomasz Mendrek –  Alain de Leeuw 15–7 15–7
- Thomas Althaus –  Attila Nagy 15–6 15–12
- Ron Michels –  Franck Panel 15–7 15–12
- Jerzy Dołhan –  Alexander Almer 15–5 15–3
- Tariq Farooq –  Richard Kožušník w.o.
- Jacek Hankiewicz –  Dario van Nauw 15–5 15–11
- Michael Keck –  Vitaliy Shmakov 12–15 15–11 17–15
- Hubert Müller –  Benoît Pitte 15–5 15–9

### Vorrunde 3. Runde
- Chris Rees –  Erik Lia 9–15 15–6 15–8
- Pascal Kaul –  Jeliazko Valkov 9–15 15–11 15–1
- Øyvind Berntsen –  Jyri Aalto 15–9 15–3
- Grzegorz Olchowik –  Jan de Mulder 11–15 15–2 15–10
- Tomasz Mendrek –  Thomas Althaus 15–2 15–11
- Ron Michels –  Jerzy Dołhan 7–15 15–10 18–16
- Tariq Farooq –  Jacek Hankiewicz 15–11 11–15 15–4
- Michael Keck –  Hubert Müller 15–5 15–8

### 1. Runde
- Darren Hall –  Philip Sutton 15–6 15–4
- Ron Michels –  Broddi Kristjánsson 15–7 15–10
- Jens Olsson –  Guido Schänzler 15–11 15–5
- Hans Sperre –  Tomasz Mendrek 15–1 15–8
- Michael Kjeldsen –  Pontus Jäntti 15–7 15–7
- Michael Keck –  Alex White 15–5 15–6
- Nick Yates –  Pierre Pelupessy 0–15, 15–8 15–2
- Ulf Johansson –  Tariq Farooq 15–4 15–8
- Morten Frost –  Harald Klauer 15–3 15–7
- Chris Rees –  Kenny Middlemiss w.o.
- Steve Baddeley –  Jörgen Tuvesson 15–7 15–8
- Uun Santosa –  Pascal Kaul 15–2 15–7
- Andrei Antropow –  Henrik Svarrer 7–15 15–9 15–12
- Heinz Fischer –  Øyvind Berntsen 15–9 5–15 15–8
- Pär-Gunnar Jönsson –  Steve Butler w.o.
- Lex Coene –  Grzegorz Olchowik 15–6 15–7

### Achtelfinale
- Darren Hall –  Ron Michels 15–3 15–4
- Jens Olsson –  Hans Sperre 8–15, 15–2 17–15
- Michael Kjeldsen –  Michael Keck 15–5 15–1
- Nick Yates –  Ulf Johansson 15–7 15–7
- Morten Frost –  Chris Rees 15–5 15–3
- Steve Baddeley –  Uun Santosa 15–11 15–3
- Andrei Antropow –  Heinz Fischer 15–1 15–3
- Pär-Gunnar Jönsson –  Lex Coene 12–15, 17–14 15–9

### Viertelfinale
- Darren Hall –  Jens Olsson 15–8 15–2
- Michael Kjeldsen –  Nick Yates 15–12, 2–15, 15–3
- Morten Frost –  Steve Baddeley 15–9 15–3
- Andrei Antropow –  Pär-Gunnar Jönsson 15–5 15–4

### Halbfinale
- Darren Hall –  Michael Kjeldsen 15–6, 15–18, 15–2
- Morten Frost –  Andrei Antropow 15–3, 15–2

### Finale
- Darren Hall –  Morten Frost 8–15, 15–12, 15–9

## Dameneinzel

### Vorrunde 1. Runde
- Diana Koleva –  Gail Davies 11–3 11–1
- Gabriele Kumpfmüller –  Guðrún Júlíusdóttir 11–7, 6–11, 11–4
- Nina Sundberg –  Maria Emilia Gómez 11–2 11–1
- Elinor Allen –  Jitka Lacinová 11–2 11–2
- Þórdís Edwald –  Marianne Wikdal 11–1 11–2
- Ildikó Vígh –  Marzena Masiuk 6–11, 11–8, 11–3
- Judit Fejes –  Diana Filipova 6–11, 11–4, 11–6
- Kristiina Tainio-Pesonen –  Brigitte Lackner 11–8 11–7

### Vorrunde 2. Runde
- Diana Koleva –  Kerstin Ubben 11–1 11–2
- Marie-Christine Donnay –  Charlotte Pederson 11–9 11–4
- Csilla Fórián –  Gabriele Kumpfmüller 11–9 11–0
- Holly Lane –  Christelle Szynal 10–12, 11–1, 11–5
- Ann O’Sullivan –  Ellen Berg 1–11, 12–11, 11–8
- Nina Sundberg –  Elísabet Þórðardóttir 11–8, 6–11, 11–4
- Bożena Haracz –  Elinor Allen 11–8 11–7
- Bettina Villars –  Sigrun Ploner 11–3 11–8
- Þórdís Edwald –  Elodie Mansuy 11–3 11–4
- Maeve Moynihan –  Sarah Doody 11–5 12–9
- Ildikó Vígh –  Ulrika von Pfaler 8–11, 11–3, 11–7
- Jana Smetanová –  Ingrid Rogiers 10–12, 11–4, 11–0
- Cathy Vigar –  Eva Lacinová 11–8 12–10
- Nicole Zahno –  Judit Fejes 11–7, 6–11, 11–8
- Kristiina Tainio-Pesonen –  Christine Jacobs 11–3 11–4
- Gry Kirsti Solberg –  Aída Rodríguez 11–1 11–3

### Vorrunde 3. Runde
- Diana Koleva –  Marie-Christine Donnay 11–1 11–2
- Csilla Fórián –  Holly Lane 9–11, 11–2, 11–6
- Ann O’Sullivan –  Nina Sundberg 6–11, 11–4, 11–2
- Bożena Haracz –  Bettina Villars 12–10 11–2
- Þórdís Edwald –  Maeve Moynihan 12–11 11–0
- Ildikó Vígh –  Jana Smetanová 11–4 11–4
- Cathy Vigar –  Nicole Zahno 11–1 11–5
- Kristiina Tainio-Pesonen –  Gry Kirsti Solberg 7–11, 12–11, 12–9

### 1. Runde
- Kirsten Larsen –  Monique Hoogland 11–8 11–8
- Maria Henning –  Diana Koleva 11–3 11–4
- Elena Rybkina –  Csilla Fórián 11–2 11–0
- Fiona Elliott –  Gillian Martin 11–1 12–9
- Eline Coene –  Charlotta Wihlborg 11–0 11–7
- Christine Skropke –  Bożena Haracz 11–5 11–8
- Irina Serova –  Ann O’Sullivan 11–2 11–1
- Julie Munday –  Pernille Nedergaard 11–8 12–11
- Christina Bostofte –  Sara Sankey 11–0 11–5
- Catrine Bengtsson –  Ildikó Vígh 11–8 12–9
- Erica van Dijk –  Katrin Schmidt 5–11, 11–5, 12–9
- Anne Gibson –  Þórdís Edwald 11–3 11–2
- Christine Magnusson –  Jennifer Allen 11–4 11–2
- Bożena Siemieniec –  Cathy Vigar 11–2 11–4
- Helen Troke –  Astrid van der Knaap 11–5 11–2
- Vlada Belyutina –  Kristiina Tainio-Pesonen 11–0 11–3

### Achtelfinale
- Kirsten Larsen –  Maria Henning 11–6 11–6
- Elena Rybkina –  Fiona Elliott 9–11, 12–9, 12–9
- Eline Coene –  Christine Skropke 11–5 11–1
- Irina Serova –  Julie Munday 11–3, 9–12, 11–3
- Christina Bostofte –  Catrine Bengtsson 11–4 11–4
- Erica van Dijk –  Anne Gibson 11–8 11–0
- Christine Magnusson –  Bożena Siemieniec 11–3 11–2
- Helen Troke –  Vlada Belyutina 0–11, 11–1, 12–11

### Viertelfinale
- Kirsten Larsen –  Elena Rybkina 7–11, 12–10, 11–2
- Eline Coene –  Irina Serova 11–2 11–3
- Christina Bostofte –  Erica van Dijk 11–1 11–4
- Christine Magnusson –  Helen Troke 11–5 11–7

### Halbfinale
- Kirsten Larsen –  Eline Coene 11–4, 3–11, 12–11
- Christina Bostofte –  Christine Magnusson 11–5, 11–2

### Finale
- Kirsten Larsen –  Christina Bostofte 11–8, 11–2

## Herrendoppel

### 1. Runde
- C. Verbruggen /  Alain de Leeuw –  Benoît Pitte /  Christophe Jeanjean 15–7 15–9
- Dan Travers /  Kenny Middlemiss –  Jyri Aalto /  Pontus Jäntti 18–15 15–6
- Michael Watt /  Liam McKenna –  Heinz Fischer /  Klaus Fischer w.o.
- Broddi Kristjánsson /  Guðmundur Adolfsson –  Rikki Keag /  Peter Ferguson 17–15 12–15 15–13
- Thore Næss /  Øyvind Berntsen –  Pierre Pelupessy /  Alex Meijer 1–15 15–10 15–13
- Richard Outterside /  Steve Baddeley –  Pascal Kaul /  Yvan Philip 15–3 15–4
- Stefan Frey /  Ralf Rausch –  Attila Nagy /  Gábor Petrovits 15–5 15–2
- Alexander Almer /  Tariq Farooq –  Ángel Fernández /  Jesús Magaz 15–2 15–3

### 2. Runde
- Jens Peter Nierhoff /  Michael Kjeldsen –  György Vörös /  Csaba Kiss 15–3 15–3
- Árni Þór Hallgrímsson /  Ármann Þorvaldsson –  C. Verbruggen /  Alain de Leeuw 17–14 17–14
- Andrei Antropow /  Segey Sevryukov –  Jørn Myrestrand /  Hans Sperre 15–6 10–15 15–5
- Dan Travers /  Kenny Middlemiss –  Jeliazko Valkov /  Dinko Dukov 15–3 15–9
- Chris Rees /  Lyndon Williams –  Enrique Lago /  Pedro V. Blach 15–8 15–1
- Jerzy Dołhan /  Jacek Hankiewicz –  Michael Watt /  Liam McKenna 15–12 15–4
- Uun Santosa /  Ron Michels –  Jan-Eric Antonsson /  Pär-Gunnar Jönsson 15–12 15–8
- Richard Outterside /  Steve Baddeley –  Harald Klauer /  Guido Schänzler 15–11 15–6
- Jan Paulsen /  Steen Fladberg –  Tomasz Mendrek /  Zdeněk Musil 15–4 15–9
- Andrew Spencer /  Philip Sutton –  Broddi Kristjánsson /  Guðmundur Adolfsson 15–6 7–15 15–10
- Alex White /  Iain Pringle –  Marek Bujak /  Grzegorz Olchowik 15–4 15–8
- Thore Næss /  Øyvind Berntsen –  Stéphane Renault /  Franck Panel 15–2 15–5
- Peter Axelsson /  Stefan Karlsson –  Slantchezar Tzankov /  Peyo Boichinov 15–0 15–3
- Stefan Frey /  Ralf Rausch –  Stephan Dietrich /  Hubert Müller 15–9 15–0
- Andy Goode /  Martin Dew –  Tony Tuominen /  Mika Heinonen 11–15 15–13 15–5
- Alexander Almer /  Tariq Farooq –  Dario van Nauw /  Jan de Mulder 15–9 6–15 15–12

### Achtelfinale
- Jens Peter Nierhoff /  Michael Kjeldsen –  Árni Þór Hallgrímsson /  Ármann Þorvaldsson 15–3 15–10
- Andrei Antropow /  Segey Sevryukov –  Dan Travers /  Kenny Middlemiss 17–14 15–4
- Chris Rees /  Lyndon Williams –  Jerzy Dołhan /  Jacek Hankiewicz 15–5 15–5
- Uun Santosa /  Ron Michels –  Richard Outterside /  Steve Baddeley 12–15 15–9 15–5
- Jan Paulsen /  Steen Fladberg –  Andrew Spencer /  Philip Sutton 15–6 15–5
- Alex White /  Iain Pringle –  Thore Næss /  Øyvind Berntsen 15–6 15–13
- Peter Axelsson /  Stefan Karlsson –  Stefan Frey /  Ralf Rausch 15–10 15–10
- Andy Goode /  Martin Dew –  Alexander Almer /  Tariq Farooq 15–1 15–5

### Viertelfinale
- Jens Peter Nierhoff /  Michael Kjeldsen –  Andrei Antropow /  Segey Sevryukov 15–2 15–12
- Chris Rees /  Lyndon Williams –  Uun Santosa /  Ron Michels 15–12 15–16
- Jan Paulsen /  Steen Fladberg –  Alex White /  Iain Pringle 15–7 8–15 15–5
- Peter Axelsson /  Stefan Karlsson –  Andy Goode /  Martin Dew 15–8 13–18 17–16

### Halbfinale
- Jens Peter Nierhoff /  Michael Kjeldsen –  Chris Rees /  Lyndon Williams 15–8 15–7
- Jan Paulsen /  Steen Fladberg –  Peter Axelsson /  Stefan Karlsson 15–10 7–15 15–10

### Finale
- Jens Peter Nierhoff /  Michael Kjeldsen –  Jan Paulsen /  Steen Fladberg 15–9 15–11

## Damendoppel

### 1. Runde
- Gabriele Kumpfmüller /  Sigrun Ploner –  Cécilia Brun /  Christelle Mol 15–6 15–7
- Gry Kirsti Solberg /  Marianne Wikdal –  Aneta Stambolijska /  Guðrún Júlíusdóttir 15–9 15–7
- Eva Lacinová /  Jitka Lacinová –  Maria Emilia Gómez /  Aída Rodríguez 15–1 15–1
- Nicole Baldewein /  Christine Skropke –  Kristiina Tainio-Pesonen /  Ulrika von Pfaler 15–3 15–8
- Þórdís Edwald /  Elísabet Þórðardóttir –  Gail Davies /  Cathy Vigar 10–15 15–10 15–10
- Christine Jacobs /  Marie-Christine Donnay –  Ellen Berg /  Gro Storvik 15–10 15–12
- Bożena Siemieniec /  Bożena Haracz –  Leonor Gallardo /  Nuria García 15–0 15–4

### 2. Runde
- Dorte Kjær /  Nettie Nielsen –  Fabienne Ringoot /  Ingrid Rogiers 15–0 15–4
- Zofia Drogomirecka /  Marzena Masiuk –  Gabriele Kumpfmüller /  Sigrun Ploner 15–5 15–8
- Fiona Elliott /  Sara Sankey –  Márta Dovalovszki /  Judit Fejes 15–5 15–1
- Gry Kirsti Solberg /  Marianne Wikdal –  Astrid van der Knaap /  Monique Hoogland w.o.
- Christine Magnusson /  Maria Bengtsson –  Caroline Watson /  Sarah Doody 15–3 15–6
- Gillian Martin /  Anne Gibson –  Eva Lacinová /  Jitka Lacinová 15–12 18–15
- Svetlana Belyasova /  Elena Rybkina –  Nicole Zahno /  Charlotte Pederson 15–2 15–2
- Ann O’Sullivan /  Holly Lane –  Nicole Baldewein /  Christine Skropke 15–10 15–12
- Gillian Clark /  Julie Munday –  Karin Ericsson /  Charlotta Wihlborg 15–4 15–8
- Irina Serova /  Viktoria Pron –  Csilla Fórián /  Ildikó Vígh 15–3 15–4
- Grete Mogensen /  Gitte Paulsen –  Maeve Moynihan /  Ann Stephens 15–6 15–1
- Elinor Allen /  Jennifer Allen –  Þórdís Edwald /  Elísabet Þórðardóttir 15–6 15–9
- Katrin Schmidt /  Kirsten Schmieder –  Christelle Mol /  Élodie Mansuy 15–3 15–4
- Brigitte Lackner /  Jana Smetanová –  Christine Jacobs /  Marie-Christine Donnay 15–8 15–11
- Eline Coene /  Erica van Dijk –  Bettina Villars /  Silvia Albrecht 15–7 15–0
- Bożena Siemieniec /  Bożena Haracz –  Diana Koleva /  Diana Filipova 15–6 15–8

### Achtelfinale
- Dorte Kjær /  Nettie Nielsen –  Zofia Drogomirecka /  Marzena Masiuk 15–1 15–1
- Fiona Elliott /  Sara Sankey –  Gry Kirsti Solberg /  Marianne Wikdal 15–2 15–2
- Christine Magnusson /  Maria Bengtsson –  Gillian Martin /  Anne Gibson 15–2 15–2
- Svetlana Belyasova /  Elena Rybkina –  Ann O’Sullivan /  Holly Lane 15–4 15–11
- Gillian Clark /  Julie Munday –  Irina Serova /  Viktoria Pron 13–15 18–14 15–7
- Grete Mogensen /  Gitte Paulsen –  Elinor Allen /  Jennifer Allen 15–3 15–9
- Katrin Schmidt /  Kirsten Schmieder –  Brigitte Lackner /  Jana Smetanová w.o.
- Eline Coene /  Erica van Dijk –  Bożena Siemieniec /  Bożena Haracz 15–6 15–4

### Viertelfinale
- Dorte Kjær /  Nettie Nielsen –  Fiona Elliott /  Sara Sankey 15–9 15–9
- Christine Magnusson /  Maria Bengtsson –  Svetlana Belyasova /  Elena Rybkina 15–8 15–11
- Gillian Clark /  Julie Munday –  Grete Mogensen /  Gitte Paulsen 15–7 15–4
- Katrin Schmidt /  Kirsten Schmieder –  Eline Coene /  Erica van Dijk 5–15 15–12 15–11

### Halbfinale
- Dorte Kjær /  Nettie Nielsen –  Christine Magnusson /  Maria Bengtsson 15–8 15–9
- Gillian Clark /  Julie Munday –  Katrin Schmidt /  Kirsten Schmieder 15–8 5–15 15–7

### Finale
- Dorte Kjær /  Nettie Nielsen –  Gillian Clark /  Julie Munday 15–7 15–4

## Mixed

### Vorrunde 1. Runde
- Csaba Kiss /  Csilla Fórián –  Pedro Vanneste /  Ingrid Rogiers 15–7 14–17 15–2
- Andrew Spencer /  Gail Davies –  Tariq Farooq /  Gabriele Kumpfmüller 15–5 15–4
- Peter Ferguson /  Holly Lane –  Zdeněk Musil /  Eva Lacinová 15–9 15–11
- Erik Lia /  Ellen Berg –  György Vörös /  Judit Fejes 15–12 17–16
- Michael Keck /  Nicole Baldewein –  Slantchezar Tzankov /  Aneta Stambolijska 15–5 15–4
- Broddi Kristjánsson /  Þórdís Edwald –  Michael Watt /  Ann O’Sullivan 15–11 15–4
- Mika Heinonen /  Ulrika von Pfaler –  Richard Kožušník /  Jana Smetanová 15–3 15–2
- Franck Panel /  Christelle Szynal –  Gábor Petrovits /  Ildikó Vígh w.o.

### Vorrunde 2. Runde
- Csaba Kiss /  Csilla Fórián –  Liam McKenna /  Maeve Moynihan 15–1 15–1
- Thomas Althaus /  Charlotte Pederson –  Christophe Jeanjean /  Christelle Mol 15–11 15–2
- Thore Næss /  Marianne Wikdal –  Guðmundur Adolfsson /  Guðrún Júlíusdóttir 15–5 15–7
- Andrew Spencer /  Gail Davies –  Juan Amaro /  Aída Rodríguez 15–2 15–1
- Peter Ferguson /  Holly Lane –  Marek Bujak /  Marzena Masiuk 18–15 15–7
- Alexander Almer /  Brigitte Lackner –  Enrique Lago /  Nuria García 15–4 15–4
- Erik Lia /  Ellen Berg –  Stojan Ivantchev /  Diana Filipova 15–8 15–12
- C. Verbruggen /  Fabienne Ringoot –  Yvan Philip /  Bettina Villars 15–10 15–10
- Michael Keck /  Nicole Baldewein –  Tomasz Mendrek /  Jitka Lacinová 15–5 15–8
- Stéphane Renault /  Elodie Mansuy –  Stephan Dietrich /  Nicole Zahno 15–5 15–9
- Broddi Kristjánsson /  Þórdís Edwald –  Ángel Fernández /  Maria Emilia Gómez 15–7 15–2
- Attila Nagy /  Márta Dovalovszki –  Jørn Myrestrand /  Kari Johansen w.o.
- Grzegorz Olchowik /  Zofia Drogomirecka –  Franck Panel /  Christelle Szynal 15–5 15–11
- Ármann Þorvaldsson /  Elísabet Þórðardóttir – bye w.o.
- Jeliazko Valkov /  Diana Koleva –  Mika Heinonen /  Ulrika von Pfaler 15–1 15–1
- Rikki Keag /  Ann Stephens –  Alain de Leeuw /  Marie-Christine Donnay 15–1 15–5

### Vorrunde 3. Runde
- Csaba Kiss /  Csilla Fórián –  Thomas Althaus /  Charlotte Pederson 17–14 15–7
- Thore Næss /  Marianne Wikdal –  Andrew Spencer /  Gail Davies 9–15 15–11 15–1
- Peter Ferguson /  Holly Lane –  Alexander Almer /  Brigitte Lackner 15–9 15–3
- Erik Lia /  Ellen Berg –  C. Verbruggen /  Fabienne Ringoot 11–15 15–2 15–10
- Michael Keck /  Nicole Baldewein –  Stéphane Renault /  Elodie Mansuy 15–3 15–3
- Broddi Kristjánsson /  Þórdís Edwald –  Attila Nagy /  Márta Dovalovszki 15–12 18–17
- Grzegorz Olchowik /  Zofia Drogomirecka –  Ármann Þorvaldsson /  Elísabet Þórðardóttir 15–8 15–3
- Jeliazko Valkov /  Diana Koleva –  Rikki Keag /  Ann Stephens 11–15 15–2 15–11

### 2. Runde
- Steen Fladberg /  Gillian Clark –  Stefan Frey /  Kerstin Ubben 15–7 15–4
- Andrei Antropow /  Viktoria Pron –  Csaba Kiss /  Csilla Fórián 15–6 15–3
- Jan Paulsen /  Gitte Paulsen –  Kenny Middlemiss /  Elinor Allen 15–1 15–7
- Thore Næss /  Marianne Wikdal –  Ron Michels /  Paula Rip-Kloet 11–15 15–5 15–8
- Henrik Svarrer /  Dorte Kjær –  Chris Rees /  Caroline Watson 15–1 15–1
- Peter Ferguson /  Holly Lane –  Ralf Rausch /  Kirsten Schmieder 15–8 15–11
- Andy Goode /  Sara Sankey –  Iain Pringle /  Gillian Martin 15–5 15–10
- Stefan Karlsson /  Charlotta Wihlborg –  Erik Lia /  Ellen Berg 15–1 15–1
- Alex Meijer /  Erica van Dijk –  Harald Klauer /  Christine Skropke 15–7 15–10
- Grzegorz Olchowik /  Zofia Drogomirecka –  Klaus Fischer /  Sigrun Ploner 15–5 15–12
- Vitaliy Shmakov /  Svetlana Belyasova –  Jesper Knudsen /  Nettie Nielsen 15–4 5–15 15–9
- Richard Outterside /  Julie Munday –  Jeliazko Valkov /  Diana Filipova 15–3 15–3
- Jan-Eric Antonsson /  Maria Bengtsson –  Philip Sutton /  Sarah Doody 15–3 4–15 15–7
- Segey Sevryukov /  Elena Rybkina –  Broddi Kristjánsson /  Þórdís Edwald 15–6 15–12
- Martin Dew /  Gillian Gilks –  Jerzy Dołhan /  Bożena Haracz 15–12 15–11
- Dan Travers /  Jennifer Allen –  Michael Keck /  Nicole Baldewein 15–2 15–7

### Achtelfinale
- Steen Fladberg /  Gillian Clark –  Andrei Antropow /  Viktoria Pron 15–10 15–8
- Jan Paulsen /  Gitte Paulsen –  Thore Næss /  Marianne Wikdal 15–11 8–15 17–16
- Henrik Svarrer /  Dorte Kjær –  Peter Ferguson /  Holly Lane 15–0 15–1
- Andy Goode /  Sara Sankey –  Stefan Karlsson /  Charlotta Wihlborg 15–7 14–17 15–11
- Alex Meijer /  Erica van Dijk –  Grzegorz Olchowik /  Zofia Drogomirecka 15–11 9–15 15–2
- Vitaliy Shmakov /  Svetlana Belyasova –  Richard Outterside /  Julie Munday 15–5 15–3
- Jan-Eric Antonsson /  Maria Bengtsson –  Segey Sevryukov /  Elena Rybkina 15–6 15–10
- Martin Dew /  Gillian Gilks –  Dan Travers /  Jennifer Allen 15–12 15–1

### Viertelfinale
- Steen Fladberg /  Gillian Clark –  Jan Paulsen /  Gitte Paulsen 15–7 15–12
- Henrik Svarrer /  Dorte Kjær –  Andy Goode /  Sara Sankey 15–3 18–15
- Alex Meijer /  Erica van Dijk –  Vitaliy Shmakov /  Svetlana Belyasova 10–15 17–15 15–9
- Jan-Eric Antonsson /  Maria Bengtsson –  Martin Dew /  Gillian Gilks 8–15 18–15 15–9

### Halbfinale
- Steen Fladberg /  Gillian Clark –  Henrik Svarrer /  Dorte Kjær 18–15, 15–10
- Alex Meijer /  Erica van Dijk –  Jan-Eric Antonsson /  Maria Bengtsson 10–15 15–11 15–10

### Finale
- Steen Fladberg /  Gillian Clark –  Alex Meijer /  Erica van Dijk 17–16 4–15 15–10

## Mannschaften

### Gruppe 1

#### Gruppe 1A
- Sowjetunion –  Schottland 4:1
- Dänemark –  Sowjetunion 4:1
- Dänemark –  Schottland 4:1

#### Gruppe 1B
- Schweden –  Niederlande 4:1
- England –  Niederlande 3:2
- England –  Schweden 2:3

#### Platzierungsspiele
- Dänemark –  Schweden 5:0
- Sowjetunion –  England 2:3
- Schottland –  Niederlande 2:3

#### Relegation
- Schottland –  Deutschland 1:4

### Gruppe 2

#### Gruppe 2A
- Deutschland –  Belgien 4:1
- Deutschland –  Österreich 5:0
- Belgien –  Österreich 3:2

#### Gruppe 2B
- Wales –  Irland 3:2
- Wales –  Polen 2:3
- Irland –  Polen 2:3

#### Platzierungsspiele
- Deutschland –  Polen 4:1
- Belgien –  Wales 0:5
- Österreich –  Irland 2:3

#### Relegation
- Österreich –  Finnland 2:3

### Gruppe 3

#### Gruppe 3A
- Norwegen –  Island 4:1
- Norwegen –  Ungarn 3:2
- Island –  Ungarn 5:0

#### Gruppe 3B
- Tschechoslowakei –  Schweiz 4:1
- Finnland –  Tschechoslowakei 4:1
- Schweiz –  Finnland 2:3

#### Platzierungsspiele
- Norwegen –  Finnland 2:3
- Island –  Tschechoslowakei 4:1
- Ungarn –  Schweiz 4:1

#### Relegation
- Schweiz –  Bulgarien 1:4

### Gruppe 4
- Frankreich –  Bulgarien 1:4
- Frankreich –  Italien 5:0
- Frankreich –  Portugal 3:2
- Frankreich –  Spanien 5:0
- Bulgarien –  Italien 5:0
- Bulgarien –  Portugal 5:0
- Bulgarien –  Spanien 5:0
- Italien –  Portugal 1:4
- Italien –  Spanien 1:4
- Portugal –  Spanien 5:0

### Endstand
- 1.  Dänemark
- 2.  Schweden
- 3.  England
- 4.  Sowjetunion
- 5.  Niederlande
- 6.  Deutschland
- 7.  Schottland
- 8.  Polen
- 9.  Wales
- 10.  Belgien
- 11.  Irland
- 12.  Finnland
- 13.  Österreich
- 14.  Norwegen
- 15.  Island
- 16.  Tschechoslowakei
- 17.  Ungarn
- 18.  Bulgarien
- 19.  Schweiz
- 20.  Frankreich
- 21.  Portugal
- 22.  Spanien
- 23.  Italien

## Medaillenspiegel
| Pos | Land           | Gold | Silber | Bronze | Total |
| --- | -------------- | ---- | ------ | ------ | ----- |
| 1   | Dänemark       | 4,5  | 3      | 2      | 9,5   |
| 2   | England        | 1,5  | 1      | 1      | 3,5   |
| 3   | Schweden       | 0    | 1      | 4      | 5     |
| 4   | Niederlande    | 0    | 1      | 1      | 2     |
| 5   | BR Deutschland | 0    | 0      | 1      | 1     |
| 5   | Wales          | 0    | 0      | 1      | 1     |
| 5   | Sowjetunion    | 0    | 0      | 1      | 1     |